# Bizarre Städte
Die Zeitschrift Bizarre Städte, die zur dritten Generation der inoffiziellen Zeitschriften in der DDR gehörte, erschien zwischen 1987 und 1989 in dreizehn Ausgaben. Der Herausgeber der Zeitschrift, der in Berlin lebende Germanist Asteris Kutulas, verfolgte ein thematisch und inhaltlich offenes Konzept und ließ Autoren verschiedener Generationen und divergierender Ansichten zu Wort kommen.
Neben gestandenen Schriftstellern wie Volker Braun, Heiner Müller, Christoph Hein, Heinz Czechowski, Adolf Endler oder Uwe Kolbe publizierte Kutulas die jungen und zum Teil experimentierfreudigen Johannes Jansen, Frank Lanzendörfer, Bert Papenfuß-Gorek, Matthias Baader Holst, Jan Faktor, Durs Grünbein u. a. Fast alle Beiträge waren Erstveröffentlichungen.
Eine große Rolle spielten auch Grafiker, Fotografen und Maler bei den zum Teil sehr aufwendigen und mit Original-Grafiken und -fotos bestückten Ausgaben, wie Erika Stürmer-Alex, Trak Wendisch, Carsten Nicolai, Leonore Adler, Gottfried Bräunling, Horst Hussel, Angela Hampel, Johannes Heisig, A. R. Penck, Lutz Fleischer u. a.
Bizarre Städte vereinte viele literarische Gattungen, bot aber auch – von Ausgabe zu Ausgabe unterschiedlich gewichtet – Grafiken, Zeichnungen und Fotos sowie Audio-Produktionen auf Kassette. Die Auflagenhöhe bewegte sich zwischen 21 und 100 Exemplaren pro Ausgabe. BS verhielten sich gegenüber den anderen „Untergrundzeitschriften“ relativ autonom und erscheinen aus heutiger Sicht als eigenständig in der „Szene“.
Die beiden Dresden-Bände der Bizarre Städte-Reihe wurden von Gregor Kunz und Thomas Haufe zusammengestellt, Thomas Haufe druckte in seiner Dresdner Werkstatt auch alle Bilder dieser Editionen. Co-Herausgeber des Bandes Nr. 4 war der Lyriker Gerd Adloff. Redaktionelle Mitarbeiter der Gesamtedition waren neben Ina Kutulas vor allem Johannes Jansen, von dem auch die Idee zum Titel „Bizarre Städte“ stammt (in Anlehnung an das 1943 geschriebene Gedicht „Bizarres Städtchen“ von Vítězslav Nezval).
Das Deutsche Literaturarchiv Marbach besitzt eine vollständige Reihe der BS.